# Zhang Zuoji
Zhang Zuoji (chinesisch 张左己; * 18. Januar 1945 in Bayan, Heilongjiang; † 11. Juni 2021 in Harbin, Heilongjiang) war ein chinesischer Politiker der Kommunistischen Partei Chinas (KPCh), der unter anderem von 1998 bis 2003 Minister für Arbeit und soziale Absicherung im Staatsrat der Volksrepublik China sowie zwischen 2004 und 2007 Gouverneur von Heilongjiang war.

## Leben
Zhang Zuoji begann nach dem Schulbesuch ein Studium im Fach Russische Sprache an der Heilongjiang-Universität, das sie 1966 beendete. Er war zwischen 1968 und 1977 Vizepräsident und Lehrer der Parteischule der Staatsfabrik Nr. 123 und trat 1972 der Kommunistischen Partei Chinas (KPCh) als Mitglied bei. Er war von 1977 bis 1980 Sekretär der Politischen Abteilung des 5. Maschinenbauministeriums und absolvierte während dieser Zeit zwischen 1979 und 1980 ein Studium an der Zentralen Parteihochschule der Kommunistischen Partei Chinas. Im Anschluss war er von 1980 und 1982 Sekretär des Parteikomitees der Abteilung für Öffentlichkeitsarbeit des 5. Maschinenbauministeriums sowie zwischen 1982 und 1985 stellvertretender Leiter der Abteilung Öffentlichkeitsarbeit des Ministeriums für Waffenindustrie, ehe er von 1985 bis 1987 stellvertretender Sekretär des Parteikomitees des Ministeriums für Waffenindustrie. 1987 wechselte er ins Ministerium für Arbeit und Personal und war dort bis 1988 stellvertretender der Sektion Arbeit sowie daraufhin zwischen 1988 und 1991 Leiter der Abteilung für Arbeitsverwaltung und Beschäftigung des Arbeitsministeriums.
Danach war Zhang von 1991 bis 1993 Vize-Bürgermeister der Provinzunmittelbaren Verwaltungszone Xi’an sowie zwischen 1993 und 1994 Vize-Arbeitsminister. Er fungierte von 1994 bis 1998 als stellvertretender Generalsekretär des Staatsrates der Volksrepublik China und absolvierte zwischen 1994 und 1995 ein weiteres Studium an der Zentralen Parteihochschule der KPCh. Auf dem XV. Parteitag der Kommunistischen Partei Chinas (12. bis 19. September 1997) wurde er Mitglied der Zentralen Disziplinarkommission der KPCh und gehörte dem Gremium bis zum XVI. Parteitag (8. bis 14. November 2002) an. 
Im März 1998 wurde Zhang Zuoji erster Minister für Arbeit und soziale Absicherung im Staatsrat der Volksrepublik China und bekleidete dieses Amt bis 2003, woraufhin Zheng Silin sein Nachfolger wurde. Er absolvierte 2000 ein neuerliches Studium an der Zentralen Parteihochschule der KPCh. Auf dem  XVI. Parteitag (8. bis 14. November 2002) wurde er Mitglied des Zentralkomitees der Kommunistischen Partei Chinas (ZK der KPCh) und gehörte diesem Gremium nach seiner Bestätigung auf dem XVII. Parteitag (15. bis 21. Oktober 2007) bis zum XVIII. Parteitag (8. bis 14. November 2012) an. Er war 2003 stellvertretender Sekretär des Parteikomitees sowie Vize-Gouverneur der Provinz Heilongjiang und zugleich Mitglied des Ständigen Ausschusses des Parteikomitees dieser Provinz. Als Nachfolger von Song Fatang übernahm er am 24. April 2003 den Posten als Gouverneur von Heilongjiang, den er seit dem 12. April 2003 bereits kommissarisch bekleidete. Diesen Posten hatte er bis zum 25. Dezember 2007 von Li Zhanshu zunächst kommissarisch und dann am 27. Januar 2008 formell abgelöst. Zuletzt war er von 2008 bis 2013 Direktor des Wirtschaftsausschusses des Nationalkomitees der Politischen Konsultativkonferenz des chinesischen Volkes (PKKCV), ein beratendes Gremium im Staatsapparat der Volksrepublik China, das sowohl aus Mitgliedern der KPCh wie aus Nichtparteimitgliedern oder Mitgliedern anderer Parteien, den sogenannten „Acht Demokratischen Parteien und Gruppen“, besteht.